# Don't take it personally, babe, it just ain't your story
don't take it personally, babe, it just ain't your story è un videogioco indipendente sviluppato da Christine Love e pubblicato nel 2011. Considerato il sequel di Digital: A Love Story, è distribuito con una licenza Creative Commons con restrizione per usi commerciali.
Ambientato nel 2027, è incentrato sull'uso dei social network. Nonostante le critiche per quanto riguarda la grafica del gioco, il titolo ha ricevuto recensioni positive ed è considerato dal The Daily Telegraph uno dei migliori giochi del 2011.